# Aylmer, Ontario
Aylmer är en ort i Kanada.   Den ligger i provinsen Ontario, i den sydöstra delen av landet, 500 km sydväst om huvudstaden Ottawa. Aylmer ligger 229 meter över havet och antalet invånare är 7 527.
Terrängen runt Aylmer är platt, och sluttar söderut. Närmaste större samhälle är St. Thomas, 16,1 km väster om Aylmer. 
Trakten runt Aylmer består till största delen av jordbruksmark. Runt Aylmer är det ganska glesbefolkat, med 21 invånare per kvadratkilometer.